# 多椎美體鰻
多椎美體鰻，又稱多椎錐體糯鰻（學名：Ariosoma multivertebratum），為輻鰭魚綱鰻鱺目糯鰻科的其中一個種，由Emma Stanislavovna Karmovskaya在2004年描述，分布於中太平洋東部馬克薩斯群島海域，深度300至460公尺，本魚體粗壯呈圓柱形，尾鰭扁平，頭部、腹部呈黑色，背鰭和臀鰭的邊緣黑色；胸鰭和尾鰭亮，鰓蓋上有黑點，背鰭起於胸鰭基部稍前方，背鰭軟條258枚，臀鰭軟條180-183枚，脊椎骨183-189個，體長可達54.2公分，為底棲性魚類，肉食性，生活習性不明。